# 釋教三十六歌仙
釋教三十六歌仙（日语：／ Shakkyōsanjyūrokukasen */?），又稱釋教三十六人歌仙、釋門三十六歌仙或釋教三十六人歌合，是日本南北朝時代的私撰和歌集，由勸修寺僧人榮海於貞和3年3月20日（1347年5月1日）編撰而成，採用左右各一首的歌合形式，全數和歌均同時收錄於敕撰和歌集。

## 釋教三十六歌仙
| 左         | 右             |
| ---------- | -------------- |
| 聖德太子   | 達磨和尚       |
| 大僧正行基 | 僧正菩提       |
| 弘法大師   | 傳教大師       |
| 智證大師   | 慈覺大師       |
| 玄賓僧都   | 沙彌滿誓       |
| 喜撰法師   | 僧正遍照       |
| 素性法師   | 僧正聖寶       |
| 日藏上人   | 空也上人       |
| 性空上人   | 蟬丸           |
| 惠慶法師   | 少僧都源信     |
| 良暹法師   | 能因法師       |
| 登蓮法師   | 法師永觀       |
| 僧正永緣   | 大僧正行尊     |
| 道因法師   | 俊惠法師       |
| 僧正慈圓   | 西行法師       |
| 法橋顯昭   | 二品法親王守覺 |
| 寂然法師   | 寂蓮法師       |
| 明惠上人   | 僧正行意       |

### 註解
1. ↑  也有版本以瞻西取而代之。
2. ↑  早稻田大學藏《釋教三十六人歌仙圖》記載為貞慶上人（日语：貞慶），明惠上人則在最後，聖德太子則僅有畫像，沒有和歌。